# Chris Faust
Christopher Faust, meist nur kurz Chris Faust, (* 4. Dezember 1968 in Frankfurt am Main) ist ein ehemaliger deutscher Hockeyspieler und war bis September 2021 Hockey-trainer. Aus gesundheitlichen Gründen hat er sich nach eigenen Angaben als Trainer und Coach aus dem regionalen, nationalen und internationalen Business zurückgezogen. Zeitweise war Chris Faust Teil des Hockeypodcasts „Schusskreis“ der Deutschen Hockey Zeitung. Seit November 2023 ist er ständiges Mitglied des führenden deutschen Hockeypodcasts Viertelpause, der durch die Medienagentur Upchoice aus Berlin produziert wird. Dort bespricht er mit seinen Moderationskollegen und Journalisten Sören Wolke und Tim Schäflein wöchentlich die spannendsten Themen der Hockeywelt.

## Leben und Ausbildung
Nach dem Erwerb der Mittleren Reife wurde Chris Faust zum Großhandelskaufmann ausgebildet und absolvierte die Fachoberschule Wirtschaft mit Abschluss Handelsfachwirt IHK. Er ist Diplom-Trainer des Deutschen Olympischen Sportbundes sowie Sport- und Vereinsmanager (IHK). Vor seiner Trainerlaufbahn war er 10 Jahre bei Nestlé Deutschland tätig.

## Sportliche Laufbahn

### Spieler
Seit 1972 spielt Chris Faust Hockey, zunächst bei Eintracht Frankfurt, ab 1978 beim SC SAFO Frankfurt, war hessischer Jugendauswahlspieler und nahm an diversen hessischen sowie süddeutschen und deutschen Meisterschaften teil.
1985 kehrte er als Regionalliga- und Bundesligaspieler zu Eintracht Frankfurt zurück. Nach diversen Verletzungen wechselte er 1989 als Spieler und Trainer der Oberliga- und Verbandsliga sowie der Jugendmannschaft zur SKG Frankfurt.
1995 kehrte er zu Eintracht Frankfurt zurück, wo er je eine Saison in der 2. Bundesliga und der Regionalliga spielte; daneben war er als Co-Trainer für die Damen- und die Herrenmannschaft tätig.

### Trainer
1989–1995 war er Trainer beim SKG Frankfurt (Oberliga, Verbandsliga und Jugendmannschaft). Bis 1998 war er Co-Trainer bei der Eintracht Frankfurt (Hockey-Damenmannschaft und Hockey-Herrenmannschaft). Von 1998 bis Oktober 2001 war er Chef-Trainer des Höchster THC. Parallel erwarb er im BLZ-Hockey in Köln die C-, B- und A-Lizenz. Außerdem war er von 1998 bis 2004 Landestrainer in Hessen im Jugendbereich.
Von November 2001 bis Mai 2002 war er Spielertrainer bei der TGS Vorwärts Frankfurt und von Juli 2002 bis März 2004 Chef-Trainer beim Limburger HC für die 1. + 2. Bundesligamannschaft der Herren sowie der Jugend.
Von 2002 bis 2004 war er Co-Trainer der Jugendnationalmannschaft U16 männlich, mit der er Europameister wurde.
Von 2003 bis 2009 war er Sportlicher Leiter des MTV Kronberg und von Juli 2004 bis zum Rückzug der Mannschaft aus finanziellen Gründen im Oktober Chef-Trainer der Regionalliga-Mannschaft der Herren der SaFo Frankfurt, anschließend, von November 2004 bis Juni 2006, Chef-Trainer bei SC 1880 Frankfurt sowohl der Damenmannschaft in der 1. und 2. Bundesliga als auch der Jugend, und von August 2006 bis Januar 2008 war er Chef-Trainer der Herren beim Limburger HC für die Regionalliga sowie 2. Bundesliga.
Während der Saison 2008/09 betreute er als Chef-Trainer den Wiesbadener THC. Seine Tätigkeit als Trainer im Hanauer THC ab April 2009 musste er im September des gleichen Jahres aus gesundheitlichen Gründen beenden. Von Oktober 2009 bis September 2011 war er Vereinsmanager und Sportlicher Leiter des HC Bad Homburg.
2010 bis 2011 fungierte er als Nationaltrainer der Schweizer U16 männlich. Von August 2011 bis Februar 2012 war er Trainer im Mannheimer HC für die Mädchen-A-Mannschaft und die 2. Damen und Co-Trainer der 1. Damen. 2011 bis 2012 folgte die Zeit als Trainer des Mannheimer HC, Mädchen A, 2. Damen, Co-Trainer 1. Damen.
2012 bis 2015 bekleidete er für die Czech Hockey Federation das Amt des Headcoachs und Sportdirektors. Von März 2012 bis Juli 2016 war er Hauptamtlicher Jugendtrainer beim SaFo Frankfurt. 2016 bis 2017 war er Cheftrainer Damen beim Münchner SC. Nach dem Wechsel zum Münchner SC im Sommer 2016 musste er ab Oktober krankheitsbedingt pausieren. Er kehrte im Frühjahr 2017 nach Frankfurt zurück zu seinem Heimatverein SaFo, wo er bis Sommer 2020 als Hockey-Koordinator fungierte. Ab November 2017 war er als Cheftrainer Damen und U21 vom Österreichischen Hockey Verband (ÖHV) engagiert. Zum 1. Oktober 2020 übernahm Faust die Stelle als Hockey-Koordinator beim Höchster Tennis- und Hockey-Club.

### International
Bei der Hallenhockey-Weltmeisterschaft 2007 in Wien erreichte die von ihm als Special Coach betreute Australischen Hockeynationalmannschaft der Damen Platz 6.
Von August 2010 bis 2011 war er Nationaltrainer der Schweizer Jugendmannschaft U16 männlich.
Von Dezember 2010 an war er Headcoach der tschechischen Hockeynationalmannschaft der Damen, die bei der Hallenhockey-Weltmeisterschaft 2011 in Poznań/Polen den 6. Platz erreichte.
Vom 1. April 2012 bis zum 31. August 2015 war er Headcoach und Sportdirektor der Czech Hockey Federation und erreichte neben der Bronze-Medaille der Hallen WM 2015, zusammen mit Irland, den Feldaufstieg vom B in den A–Pool.
Vom 1. September 2015 an war er als Cheftrainer Leistungssport des Schweizer Landhockey-Verbands tätig und auch in die Trainerausbildung involviert. Mit ihm schaffte die Herrennationalmannschaft den Klassenerhalt im Januar 2016; die Damenmannschaft stieg ebenfalls im Januar 2016 in den A-Pool auf.
Chris Faust übernahm im November 2017 den Posten als Cheftrainer Damen & U21 beim Österreichischen Hockey Verband (ÖHV). Er stieg im Januar 2018 mit der Damenmannschaft in den A–Pool auf.
Faust betreute über den Winter 2019/20 ein Hallenhockey-Projekt des Clubs East Grinstead in England. Aktuell (Stand: 2021) ist er Trainer der österreichischen Nationalmannschaft der Damen und erreichte bei der Hallenhockey-Europameisterschaft der Damen 2020 durch einen 6. Platz den Klassenerhalt und zugleich die Qualifikation für die Hallenhockey-Weltmeisterschaft in Lüttich/Belgien 2022.

## Erfolge (Auswahl)

### Damen-Hockey
- 2004: Aufstieg der Damenmannschaft des SC 1880 Frankfurt in die 1. Hallenbundesliga
- 2011: Deutscher Feldhockey-Meister Mädchen U14 mit dem Mannheimer HC
- 2012: Hallen-EM, 5. Platz
- 2012: U21 Frauen B-Euro Feld, 2. Platz und Aufstieg in den A-Pool
- 2013: U21 Frauen Halle, Euro Vizeeuropameister
- 2013: Feldhockey 2. C-Euro Athen und Aufstieg in B Pool
- 2014: 5. Platz Hallen A Euro und direkte Qualifikation für die WM 2015
- 2014: 3. Platz Worldleaque A Team und Qualifikation für 2. Runden
- 2015: 3. Platz Hallen WM
- 2015: Feldhockey, EuroHockey Championship II, Aufstieg in A-Pool
- 2016: 2. Platz Hallen-EM B-Pool in Cambrai, Aufstieg in A-Pool
- 2018: Aufstieg der Damenmannschaft des Österreichischen Hockey–Verbands (ÖHV) in den A-Pool
- 2019: Hallenvizeeuropameister mit der U21-Damenmannschaft
- 2019: 4. Platz A Nationalmannschaft B Pool
- 2020: 6. Platz Hallen Europameisterschaft A Pool (Top 8 Europe)
- 2020: Qualifikation der österreichischen Damenmannschaft für die Hallenhockey-WM 2022

### Herren-Hockey (Auswahl)
- 2003: Bundesliga Aufstieg Halle mit dem Limburger HC
- 2012: Olympiaqualifikation, 5. Platz
- 2012: Worldhockey-Liga, Runde 1, 3. Platz
- 2014: 2. Platz World League, Feldhockey Runde 1
- 2014: Halle, 6. Platz A Euro und direkte Qualifikation für die WM 2015
- 2015: 1. Platz Pool B U21 und Aufstieg in A Pool Hallen WM
- 2015: Hallen WM 9. Platz
- 2016: Hallen-EM A-Division, EM- und WM-Qualifikation

## Veröffentlichungen
Zusammen mit der Autorin Sabine Hahn die Kinderbuchreihe „Die Hockey-Kids“ veröffentlicht (Band 1: ISBN 978-3-9817970-2-2 / Band 2: ISBN 978-3-9817970-4-6 / Band 3: ISBN 978-3-9820484-1-3, alle bei MON COQ edition).